# Seneffe
Seneffe (in vallone Sinefe) è un comune belga francofono di 11 415 abitanti, situato nella provincia vallona dell'Hainaut.

## Storia
Seneffe è stata teatro della Battaglia di Seneffe, combattuta l'11 agosto 1674 tra l'esercito francese comandato da Luigi II di Borbone-Condé e l'esercito tedesco-spagnolo-olandese comandato da Guglielmo III d'Orange.

## Monumenti e luoghi d'interesse
- Il castello di Seneffe, costruito dal 1763 al 1768 in stile neoclassico, che ospita il Museo dell'Oreficeria della Comunità francofona del Belgio[2].
- L'Èglise des Saints Cyr et Julitte, del 1877 (Chiesa dei Santi Quirico e Giulitta di Tarso).
- Il castello di Feluy, risalente al XIV secolo[3].

## Economia
A Seneffe ha sede uno stabilimento della Novasep che produce il vaccino AstraZeneca anti COVID-19.

## Amministrazione

### Gemellaggi
- Penne-d'Agenais, dal 1975